# Hans Cramer (SA-Mitglied)
Hans Friedrich Eberhard Walter Cramer (* 23. September 1904 in Heilbronn; † 15. April 1945 in Grunow bei Frankfurt an der Oder) war ein deutscher SA-Führer, Bürgermeister und Nationalsozialist, der während des Zweiten Weltkrieges als Gebietskommissar im Kreisgebiet Kaunas-Stadt des Generalbezirks Litauen des Reichskommissariats Ostland eingesetzt war.

## Leben
Hans Cramer war der Sohn des Heilbronner Lehrers sowie Familienforschers Max Cramer und dessen Ehefrau, Antonie, geborene Zeller. Ab 1930 war er mit Marie (1903–1992), geborene Obermaier, verheiratet. Das Paar bekam fünf Kinder.
Cramer war gelernter Kaufmann und als Prokurist in Brannenburg tätig. Er trat zum 1. Oktober 1928 der NSDAP bei (Mitgliedsnummer 102.144) und war Träger des Goldenen Parteiabzeichens der NSDAP. Der SA war er ebenfalls 1928 beigetreten und stieg dort im Januar 1942 bis zum SA-Brigadeführer auf. Ab 19. März 1937 war er Bürgermeister von Dachau.
Nach Beginn des Zweiten Weltkrieges war er im deutsch besetzten Polen ab Herbst 1939 Bürgermeister von Leslau, wo Juden schon im Oktober 1939 gezwungen wurden, den Judenstern zu tragen. Nach der deutschen Besetzung des Baltikums war er von Juli 1941 bis 1944 Gebietskommissar in Kaunas-Stadt, wo er bereits am 28. Juli 1941 Juden untersagte, den Bürgersteig zu benutzen. Wie schon in Leslau war Cramer auch in Kaunas an der Errichtung eines Ghettos (siehe KZ Kauen) sowie der Deportation von Juden beteiligt.
In der Kriegsendphase war er als Panzergrenadier bei der Wehrmacht und fiel am 15. April 1945 bei Kampfhandlungen im Raum Frankfurt an der Oder.